# Andrew Nabbout
Andrew Nabbout (ur. 17 grudnia 1992 w Melbourne) – australijski piłkarz występujący na pozycji napastnika lub pomocnika w japońskim klubie Urawa Red Diamonds oraz w reprezentacji Australii.

## Kariera klubowa

### Początki
Nabbout całą karierę juniorską spędził w klubach z aglomeracji Melbourne. Jest wychowankiem Brunswick City, mającego siedzibę w Brunswick West (dzielnicy City of Moreland). Kolejnymi klubami w czasach juniorskich były Green Gully SC z St Albans (dzielnica City of Brimbank), Sunshine George Cross FC z Sunshine (City of Brimbank), Heidelberg United FC z Heidelberg (City of Banyule), Moreland Zebras FC z Fawkner (City of Moreland). Po "Zebrach" Nabbout trafił do zespołu U-21 Melbourne Victory FC.

### Melbourne Victory FC
W październiku 2012 roku Nabbout został włączony do kadry seniorskiej Melbourne Victory FC. W zespole z A-League występował do końca sezonu 2014/2015. W ostatnim sezonie w Melbourne Victory zdobył mistrzostwo ligi. W klubie rozegrał 40 meczów ligowych, w których zdobył 5 goli.

### Negeri Sembilan FA
Po zakończeniu kontraktu w Melbourne Victory FC Nabbout do końca 2015 roku pozostawał bez klubu. Na początku 2016 roku podpisał kontrakt z malezyjskim klubem Negeri Sembilan FA grającym w Malaysia Super League. W malezyjskiej ekstraklasie Nabbout zagrał w 14 meczach, w których zdobył 9 goli i został najlepszym strzelcem swojego zespołu. Mimo tak dobrych statystyk zakończył kontrakt w związku z planami zakontraktowania przez klub nowych napastników.

### Newcastle Jets FC
19 lipca 2016 roku Nabbout związał się z austalijskim Newcastle Jets FC.

### Urawa Red Diamonds
8 marca 2018 zawodnik zakończył kontrakt z Newcastle Jets i został zawodnikiem japońskiego Urawa Red Diamonds. Kwota transferowa za zawodnika wynosiła 500 000 USD.

## Kariera reprezentacyjna
W 2013 roku Nabbout otrzymał propozycję gry w reprezentacji Libanu. Piłkarz odrzucił ją jednak w oczekiwaniu na powołanie do kadry Australii na Mistrzostwa Świata w Piłce Nożnej 2014. Powołania jednak nie otrzymał.
Do reprezentacji Australii został powołany dopiero w marcu 2018 roku na mecze towarzyskie z Norwegią i Kolumbią. Zadebiutował 24 marca na pozycji napastnika. Boisko opuścił w 67 minucie, zmieniony przez Tomiego Juricia.
Pierwszą bramkę w reprezentacji strzelił w meczu towarzyskim przeciwko reprezentacji Czech 1 czerwca 2018 roku, wyranym przez Australię 4-0. Nabbout znalazł się w ostatecznej kadrze Australii na Mistrzostwa Świata w Piłce Nożnej 2018.

## Statystyki

### Klubowe
(aktualne na dzień 6 kwietnia 2018)
| Klub               | Sezon              | Rozgrywki             | Liga  | Liga   | Puchar kraju | Puchar kraju | Kontynent | Kontynent | Łącznie | Łącznie |
| Klub               | Sezon              | Rozgrywki             | Mecze | Bramki | Mecze        | Bramki       | Mecze     | Bramki    | Mecze   | Bramki  |
| ------------------ | ------------------ | --------------------- | ----- | ------ | ------------ | ------------ | --------- | --------- | ------- | ------- |
| Melbourne Victory  | 2012/2013          | A-League              | 21    | 4      | —            | —            | —         | —         | 21      | 4       |
| Melbourne Victory  | 2013/2014          | A-League              | 14    | 1      | —            | —            | 5         | 0         | 19      | 1       |
| Melbourne Victory  | 2014/2015          | A-League              | 5     | 0      | 1            | 0            | —         | —         | 6       | 0       |
| Melbourne Victory  | Łącznie            | Łącznie               | 40    | 5      | 1            | 0            | 5         | 0         | 46      | 5       |
| Negeri Sembilan FA | 2016               | Malaysia Super League | 12    | 8      | 2            | 1            | —         | —         | 14      | 9       |
| Negeri Sembilan FA | Łącznie            | Łącznie               | 12    | 8      | 2            | 1            | —         | —         | 14      | 9       |
| Newcastle Jets FC  | 2016/2017          | A-League              | 24    | 8      | 1            | 0            | —         | —         | 25      | 8       |
| Newcastle Jets FC  | 2017/2018          | A-League              | 22    | 10     | 1            | 0            | —         | —         | 23      | 10      |
| Newcastle Jets FC  | Łącznie            | Łącznie               | 46    | 18     | 2            | 0            | —         | —         | 48      | 18      |
| Urawa Red Diamonds | 2018               | J1 League             | 6     | 0      | 2            | 0            | 0         | 0         | 8       | 0       |
| Łącznie w karierze | Łącznie w karierze | Łącznie w karierze    | 104   | 31     | 7            | 1            | 5         | 0         | 116     | 32      |

### Reprezentacyjne
(aktualne na dzień 13 czerwca 2018)
| Reprezentacja | Rok | Mecze | Bramki |
| ------------- | --- | ----- | ------ |
| Australia     |     |       |        |
| 2018          | 4   | 1     |        |
| Łącznie       |     | 4     | 1      |

## Sukcesy

### Melbourne Victory FC
- Mistrzostwo A-League: 2014/15
- Zdobywca FFA Cup: 2015/16

### Indywidualne
- Zawodnik miesiąca PFA w A-League: styczeń 2017
- Medal Raya Baartza: 2016/17
- Gol roku w A-League: 2017/18
- Zawodnik zespołu sezonu PFA w A-League: 2017/18

## Życie prywatne
Nabbout urodził się w Melbourne w rodzinie libańskich imigrantów. Uczęszczał do St Joseph's College w Melbourne.